# Ole Crumlin-Pedersen
Ole Crumlin-Pedersen (* 24. Februar 1935 in Hellerup; † 14. Oktober 2011) war ein dänischer Schiffsarchäologe, Gründer des Wikingerschiffsmuseums in Roskilde und Pionier der Schiffsarchäologie des Mittelalters.

## Leben
Er war Sohn des Ingenieurs Gunnar Pedersen (1905–97) und seine Mutter war Herdis G. M. Wohlleben (1907 geboren). Er interessierte sich schon in seinen letzten Schuljahren für Schiffsarchäologie. 1954 machte er sein Abitur am Aurehøj Gymnasium in Gentofte. Anschließend studierte er Maschinenbau mit Spezialisierung im Schiffbau. Während seines Studiums, 1956, konnte er das Nationalmuseum überzeugen, dass die im Roskilde-Fjord gefundenen Schiffsteile aus der Wikingerzeit stammen und somit das Projekt in Gang setzen, das sechs Jahre später zur Bergung von fünf Wikingerschiffen führte. Die Schiffe sind mittlerweile als Skuldelev-Schiffe bekannt. 1960 schloss er als cand.polyt. sein Studium ab und war technischer Leiter im erwähnten Projekt. Im Jahr zuvor hatte er die Gesangspädagogin Leni Voldby (1938 geboren) geheiratet. Die Ehe währte bis 1976. Von 1978 bis zu ihrem Tod war er mit Ingeborg Christmas-Møller (1942–2006) verheiratet.
Von 1962 bis 2002 war er im Nationalmuseum angestellt, davon von 1965 bis 1993 als Leiter des schiffshistorischen Laboratoriums. Seine Autorenschaft und Forschungen, die mit der Dokumentation der Bergung begannen, setzte er zeitlebens im Bereich der Schiffshistorie fort. Dabei widmete er sich auch der experimentellen Archäologie mit dem Nachbau der Wikingerschiffe. Als 1965 die Vikingeskibshalle in Roskilde eröffnet wurden, war er deren erster Direktor, was er bis 1985 blieb.
Ab 1993 bis 2000 war er in Roskilde Leiter des Instituts für maritime Archäologie des Nationalmuseums. Von 1997 bis 2002 zudem Honorarprofessor der Universität Aarhus. Die Universität Kopenhagen verlieh ihm 2001 einen Ehrendoktortitel; die dänische Königin 2010 den Dannebrogorden.
Er war Mitglied des Deutschen Archäologischen Instituts.

## Schriften
- Archaeology and the sea in Scandinavia and Britain: a personal account., Wikingerschiffsmuseum Roskilde 2010
- mit Olaf Olsen (Hrsg.): The Skuldelev Ships I: Topography, Archaeology, History, Conservation and Display. Wikingerschiffsmuseum Roskilde 2002
- Viking-Age Ships and Shipbuilding in Hedeby/Haithabu and Schleswig. Wikingerschiffsmuseum Roskilde 1996
- mit Athena Trakadas: Hjortspring. A Pre-Roman Iron-Age Warship in Context. Wikingerschiffsmuseum Roskilde 2003
- (Hrsg.): Aspects of Maritime Scandinavia, AD 200-1200. Proceedings of the Nordic Seminar on Maritime Aspects of Archaeology, Roskilde, 13th-15th March, 1989. Wikingerschiffsmuseum Roskilde 1999
- Experimental ship archaeology in Denmark, In: Experiment and design. Archaeological studies in honour of John Coles, Oxford, Oxbow Books, 1999, S. 139–147
- Experimental Archaeology and Ships - bridging the arts and the sciences, Int. J. Nautical Archaeology, 24, 1995, 303–306
- mit Max Vinner (Herausgeber): Sailing into the past. The international ship replica seminar, Roskilde, Wikingerschiffsmuseum 1984

Ein Publikationsverzeichnis von Crumlin-Pedersen beim Wikingerschiffsmuseum.